# Associació de Futbol de Ghana
L'Associació de futbol de Ghana (GFA) —en anglès: Ghana Football Association— és la institució que regeix el futbol a Ghana. Agrupa tots els clubs de futbol del país i es fa càrrec de l'organització de la Lliga ghanesa de futbol i la Copa. També és titular de la Selecció de futbol de Ghana absoluta i les de les altres categories. Va ser dissolta pel ministre d'esports el 7 de juny de 2018, per escàndols de corrupció.
Va ser formada el 1920 (Costa d'Or), 1957.
- Afiliació a la FIFA: 1958
- Afiliació a la CAF: 1960

## Presidents
- Mr. Ohene Djan 1957–60
- Mr. H. P. Nyametei 1960–66
- Nana Fredua Mensah 1966–70
- Mr. Henry Djaba 1970–72
- Maj. Gen. R. E. A. Kotei 1972–73
- Col. Brew-Graves 1973–75
- Maj. George Lamptey 1975–77
- Maj. D. O. Asiamah 1977–79
- Mr. I. R. Aboagye 1979
- Mr. Samuel Okyere 1979–80
- Mr. S. K. Mainoo 1980–82
- Mr. Zac Bentum 1982–83
- Mr. L. Ackah-Yensu 1983–84
- Mr. L. T. K. Caesar 1984
- Mr. E. O. Teye 1984–86
- Mr. Samuel Okyere 1986–90
- Mr. Awuah Nyamekye 1990–92
- Mr. Joe Lartey 1992–93
- Mr. Samuel Brew-Butler 1993–97
- Alhaji M. N. D. Jawula 1997–2001
- Mr. Ben Koufie 2001–03
- Dr. N. Nyaho-Tamakloe 2004–05
- Mr. Kwesi Nyantakyi 2005–2018